# Polygonum graminifolium
Polygonum graminifolium är en slideväxtart som beskrevs av Heuffel. Polygonum graminifolium ingår i släktet trampörter, och familjen slideväxter. Inga underarter finns listade i Catalogue of Life.